# Sinfonía Fausto

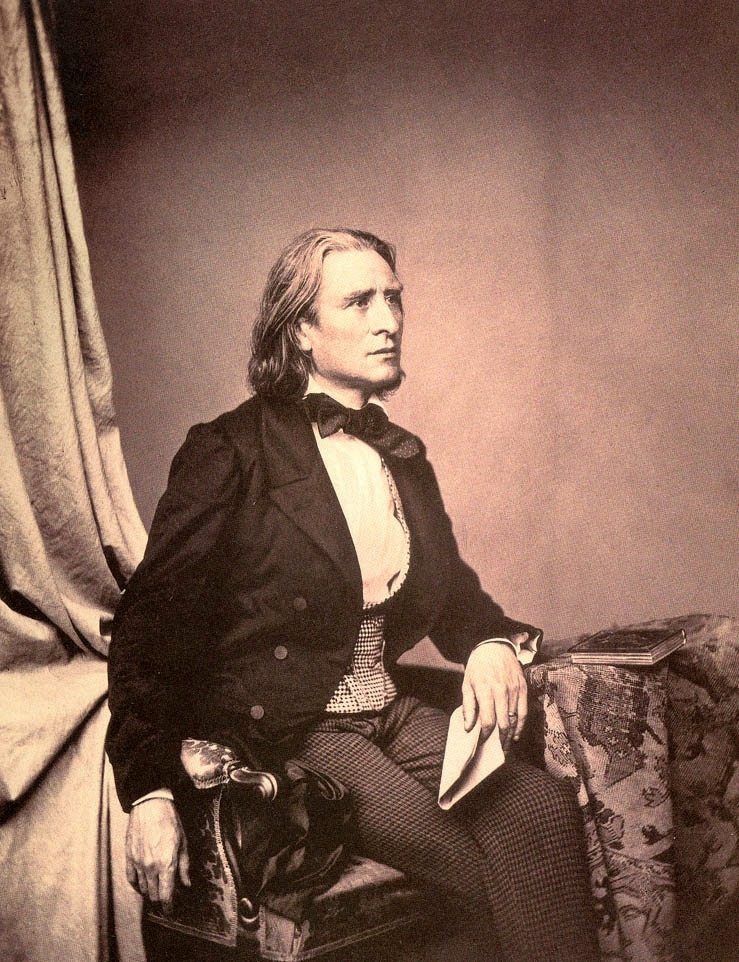
Franz Liszt en 1858.

La Sinfonía Fausto en tres movimientos (en alemán: Eine Faust-Simphonie in drei Charakterbildern), o simplemente la "Sinfonía Fausto", es una sinfonía coral escrita por el compositor húngaro Franz Liszt.

## Historia
La obra está inspirada en la obra de Johann Wolfgang von Goethe, Fausto.
Aunque existen algunos fragmentos que datan de 1840, la Sinfonía Fausto fue escrita en Weimar, en el verano de 1854. La obra fue revisada en los siguientes años, con unos compases para metal y un Chorus Mysticus añadido al final, en las que las palabras de Fausto (Parte II) son cantadas por un coro masculino y un solista tenor en la mitad del movimiento. También se hicieron otros cambios menores y mayores. En 1880 Liszt añadió diez compases más al segundo movimiento.
La sinfonía fue estrenada el 5 de septiembre de 1857, para la inauguración del monumento a Goethe y Schiller.

## Análisis musical
La obra tiene, aproximadamente, setenta minutos de duración.

### Instrumentación
Esta pieza fue ideada para orquesta con complementos de pícolo, dos flautas, dos oboes, dos fagotes, cuatro trompas, tres trompetas, tuba, timbal, platillos, triángulo, órgano, arpa y sección de cuerda. También aparecen un solista tenor y un coro
Robert Schumann también escribió la obra Escenas del Fausto de Goethe, para coro y orquesta, bella obra que no es objeto de este artículo. Existen diferentes sinfonías Fausto creadas por diferentes compositores.

### Estructura
Primer movimiento Fausto
Este movimiento a gran escala (aproximadamente 30 minutos), es una sonata con corto desarrollo central y una larga recapitulación. Se podría decir que este movimiento representa la síntesis de la sinfonía, la mayoría de los temas y de los motivos aparecen a través del movimiento, modificados y transformados de varias formas, un proceso que Liszt llevó al más alto nivel durante los años de Weimar. La tonalidad básica de la sinfonía (do menor), está algo desdibujada por la apertura del tema, formada por arpegios y quintas aumentadas. Este tema evoca el pesimismo de Fausto, un soñador, en una interminable búsqueda de la verdad y el conocimiento. La siguiente parte, llamada, tema de la Nostalgia, es introducido por el oboe. Al final del lento crescendo, aparece un violento Allegro agitato ed appassionato representando el apetito insaciable de Fausto por los placeres de la vida - este tema establece un picante do menor, amenazado a caer bajo el peso de los altos elementos cromáticos. Una melodía de oboe y clarinete representa los dolorosos deleites del héroe. El último tema es pentatónico y resoluto. Con todos estos elementos, Liszt teje una estructura musical grandiosa y poderosa.
Segundo movimiento Margarita
Este lento movimiento esta en la tonalidad de sol sostenido mayor. Siguiendo a la introducción de flautas y clarinetes, aparece la pura melodía del oboe, destacada por las suaves decoraciones de la viola, la cual expresa la inocencia virginal de Margarita. Un diálogo entre clarinete y violines describen el desojar inocente de los pétalos de la flor, en el juego de "me quiere, no me quiere". Ella está obsesionada con Fausto y por lo tanto podemos escuchar como los temas de Fausto son progresivamente introducidos a la música, hasta que forma un apasionado dueto de amor con el tema de Margarita. Esto dibuja el segundo movimiento de paz y de corta recapitulación.
Tercer movimiento Mefistófeles
El tercer movimiento es el más destacado de toda la sinfonía. Como Mefistófeles, Satán, el Espíritu de la Negación, no es capaz de crear sus propios temas, coge los temas de Fausto del primer movimiento y los mutila en una irónica y diabólica distorsión, además de introducir el "motivo del orgullo", procedente de la Malédiction (obra para piano y orquesta, escrita por Liszt en su juventud). Aquí, la pericia en la metamorfosis temática del compositor húngaro se muestra en todo su esplendor; así podemos entender este movimiento como una recapitulación del primero. La melodía se lleva al borde de la atonalidad al usar alto cromatismo, saltos rítmicos y secciones de fantásticos scherzos. Una modificada versión del segundo y tercer tema de Fausto, crea una infernal fuga. Mefistófeles es, sin embargo, impotente cuando se encuentra con la inocencia de Gretchen, así que su tema se mantiene intacto, incluso expulsa al Espíritu de la Negación al final de la obra. Aparece el Chorus mysticus tranquilo y positivo. El coro masculino canta el pasaje del Fausto de Goethe:
| Texto original en alemán | Traducción |
| --- | --- |
| Alles Vergängliche ist nur ein Gleichnis; das Unzulängliche, hier wird's Ereignis; das Unbeschreibliche, hier ist es getan; das Ewigweibliche zieht uns hinan. | Todo lo transitorio es sólo un símil; lo inalcanzable devendrá suceso; lo indescriptible, está aquí consumado; el Eterno Femenino llevándonos arriba. |

El tenor solista levanta entonces el murmullo del coro y comienza a cantar las dos últimas líneas del texto, enfatizando el poder de la salvación a través de la Femineidad Eterna.
La sinfonía acaba con un clímax del coro y la orquesta, respaldada por unos acordes mantenidos por el órgano